# شاخه لوزه‌ای سرخرگ چهره‌ای
شاخه لوزه‌ای سرخرگ چهره‌ای یکی از شاخه‌های سرخرگ چهره‌ای است که میان ماهیچه بالی درونی و ماهیچه نیزه‌ای‌زبانی جای دارد و به سمت بالا حرکت می‌کند؛ سپس در امتداد طرفی حلق، سوراخ‌کننده حنجره بالایی را ایجاد می‌کند تا در کنار لوزه‌های کامی و ریشه زبان شاخه شود.